# Apòfige

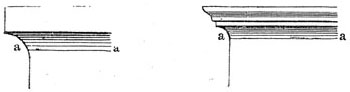
Apòfige.

Un apòfige (grec grec antic: ἀποφυγή, una volada), en arquitectura, és la part més baixa del fust d'una columna jònica o coríntia, o el membre més alt de la seva base si la columna es considera com un tot. L'apòfige és el cavetto invertit o còoncau, a la vora superior del qual descansa el fust decreixent.
És, en efecte, una unió corba entre l'eix de la columna i la secció lleugerament més gran de la columna a la qual s'uneix l'eix. Uneix els dos radis per a evitar un canvi massa fort. Això probablement es va fer per a evitar l'esquerdament del marbre a les estructures antigues.
L'apòfige superior és la unió al capitell, mentre que l'apòfige inferior és la unió a la base.